# Конвергенція та Єднання
Конвергенція та Єднання (кат. Convergència i Unió, скорочено CiU) — об'єднання двох політичних партій Каталонії : ліберального Демократичного об'єднання Каталонії (кат. Convergència Democràtica de Catalunya, скорочено CDC) та християнсько-демократичного Демократичного союзу Каталонії (кат. Unió Democràtica de Catalunya, скорочено UDC).
Головною політичною метою об'єднання є перетворення Іспанії на демократичну федеративну державу. Робочими мовами «Конвергенції та Єднання» є каталанська та аранська для району Баль-д'Аран.
«Конвергенція та Єднання» офіційно створена 2 грудня 2001 р., хоча обидві складові об'єднання співпрацювали до того протягом бл. 20 років. Обидві партії, що входять об'єднання, разом брали участь в усіх виборах у Каталонії, починаючи з виборів 19 вересня 1978 р. Об'єднання керувало Автономною областю Каталонія з 1980 до 2003 р. Зараз «Конвергенція та Єднання» є найбільшою опозиційною силою у Парламенті Каталонії, Президент «Конвергенції та Єднання» Артур Мас-і-Ґабарро є офіційним головою опозиції. За результатами виборів 1 листопада 2006 р. до Парламенту Каталонії об'єднання представлено 48 депутатами. На місцевому рівні об'єднання має більшість у 450 муніципальних радах, зокрема у Сан-Кугат-дал-Бальєс, Біку, Фігерасі, Бланасі, Мартурелі та Туртозі.
У парламентських виборах в Іспанії «Конвергенція та Єднання» завоювала 10 місць у Конгресі. Генеральний секретар об'єднання Жузеп-Антоні Дуран-і-Льєйда є президентом каталонської парламентської групи (кат. Grup Parlamentari Català) іспанського парламенту.
Представник об'єднання Шаб'є Тріас (кат. Xavier Trias) є президентом міжмуніципального об'єднання депутатів Каталонії.
Президентом-засновником об'єднання є Жорді Пужол-і-Сулей (кат. Jordi Pujol i Soley), президентом — Артур Мас-і-Ґабарро (кат. Artur Mas i Gavarró), генеральним секретарем — Жузеп-Антоні Дуран-і-Льєйда (кат. Josep Antoni Duran i Lleida).